# Alejandra Rangel Hinojosa
Alejandra Rangel Hinojosa (Monterrey, México, 30 de abril de 1946 - Miami, Estados Unidos, 7 de agosto de 2020) fue una investigadora, filósofa, académica, escritora y gestora cultural regiomontana. Fundó el Consejo para la Cultura y las Artes de Nuevo León (CONARTE), la Cineteca Nuevo León, y el Consejo de Desarrollo Social en Nuevo León. Rangel Hinojosa fue profesora e investigadora de la Facultad de Filosofía y Letras de la Universidad Autónoma de Nuevo León, donde también estudió la Maestría en Metodología de la Ciencia.
Rangel Hinojosa dedicó su vida a la promoción del arte y la cultura, incluyendo el arte popular, y apoyó diversas causas y movimientos sociales, como la comunidad LGBT, trabajadores sexuales, feministas y la comunidad vallenata. Fue una luchadora social que se enfocó en mejorar la desigualdad social, por lo que trabajó con mujeres en colonias marginadas cerca del Cerro del Topo Chico.

## Biografía
Alejandra Rangel Hinojosa nació en Monterrey, Nuevo León, el 30 de abril de 1946. Sus padres fueron Raúl Rangel Frías, exgobernador de Nuevo León y ex rector de la Universidad Autónoma de Nuevo León, y Elena Hinojosa, profesora. 
Se graduó de la Licenciatura en Filosofía en la Universidad Labastida en 1972, incorporada en ese entonces a la Universidad Nacional Autónoma de México, con una tesis titulada La esencia del hombre. Contrajo matrimonio con el empresario Eugenio Clariond Reyes Retana, con quien tuvo cuatro hijos.

## Trayectoria
En 1991, dirigió la Red de Bibliotecas del Estado, en 1994 estuvo a cargo de la dirección de Museos y Patrimonio Cultural del Estado, y en 1995 fue nombrada presidenta del recién creado Consejo para la Cultura y las Artes de Nuevo León (CONARTE) por el entonces gobernador Sócrates Rizzo. A la par, fue profesora e investigadora de la Facultad de Filosofía y Letras en la UANL, miembro del Consejo Consultivo desde 1997 y de la Junta de Gobierno de 1998 al 2000. Además, fue catedrática de diversas universidades de la ciudad, como la Universidad de Monterrey y el Tec de Monterrey.
Como presidenta de CONARTE, de 1995 al 2001, promovió la democratización de la cultura con la participación de artistas y ciudadanos en la toma de la decisiones de proyectos y presupuesto de esta institución. Durante este tiempo, fundó la Cineteca-Fototeca de Nuevo León en 1998, desarrolló programas para impartir talleres de sensibilización artística en colonias marginadas, impulsó los programas Financiarte y el Fondo Estatal para la Cultura y las Artes, creó la Muestra Estatal de Teatro, el Festival de Teatro de Nuevo León, el Centro de Escritores de Nuevo León, el Centro Regional de Información, Promoción e Investigación de la Literatura del Noreste, y el Centro de las Artes con la Pinacoteca de Nuevo León y del Teatro, en las instalaciones del Parque Fundidora, entre muchas otras. 
Tras su salida de CONARTE, en 2001, coordinó el Programa de Educación Artística y Desarrollo Integral de la Secretaría de Educación Pública, y fundó el Consejo de Desarrollo Social, organismo que fue cerrado durante la administración del exgobernador Rodrigo Medina de la Cruz. En 2003, termina la Maestría en Metodología de la Ciencia en la UANL, con una tesis titulada Participación política de las mujeres en un movimiento urbano de Nuevo León. 

## Cineteca Nuevo León
En 1998, Rangel Hinojosa fundó la Cineteca-Fototeca Nuevo León, como el primer espacio cultural de CONARTE, en el Centro de las Artes Nave I, dos antiguas naves industriales dentro de la antigua Fundidora de Fierro y Acero de Monterrey. Para Nuevo León, gestionó la Muestra Internacional de Cine de la Cineteca Nacional, promovió los programas Cine en los Barrios y Cine Itinerante, el cual incluye proyecciones de películas en distintos municipios del Estado, y creó los Ciclos de Cine Internacional, además de cursos sobre historia y estética de cine. 
Tras su fallecimiento, el gobierno del estado de Nuevo León, encabezado en ese entonces por el gobernador Jaime Rodríguez Calderón, a través de CONARTE rindió homenaje a Rangel Hinojosa nombrando a la Cineteca con su nombre.

## Obras

### Cuentos
- Desde la Penumbra (2016) Nuevo León: Fondo Editorial de Nuevo León. ISBN 9786078266975

### Ensayos
- Participación política de las mujeres en un movimiento urbano de Nuevo León. (2003). Nuevo León: Facultad de Filosofía y Letras UANL. ISBN 978-970-722-536-7
- Silencio, Lenguaje y ser. Heidegger y la sigética (2020). Nuevo León: Facultad de Filosofía y Letras UANL, Fondo Editorial Nuevo León, Vaso Roto Ediciones. ISBN 978-84-122146-7-3.

### Antologías
- Mujeres y Ciudades: participación social, vivienda y vida cotidiana (1992), ed. Massolo, A. México: Colegio de México. ISBN 9786076288412.
- La marginación urbana en Monterrey (1991), ed. Zúñiga, V. y Ribeiro-Ferreira, M. Nuevo León: Fondo Editorial de Nuevo León. ISBN 9686337032, 9789686337037
- De Mujeres y otros cuentos (1989). Nuevo León: Fondo Editorial de Nuevo León.